# Tamarinde

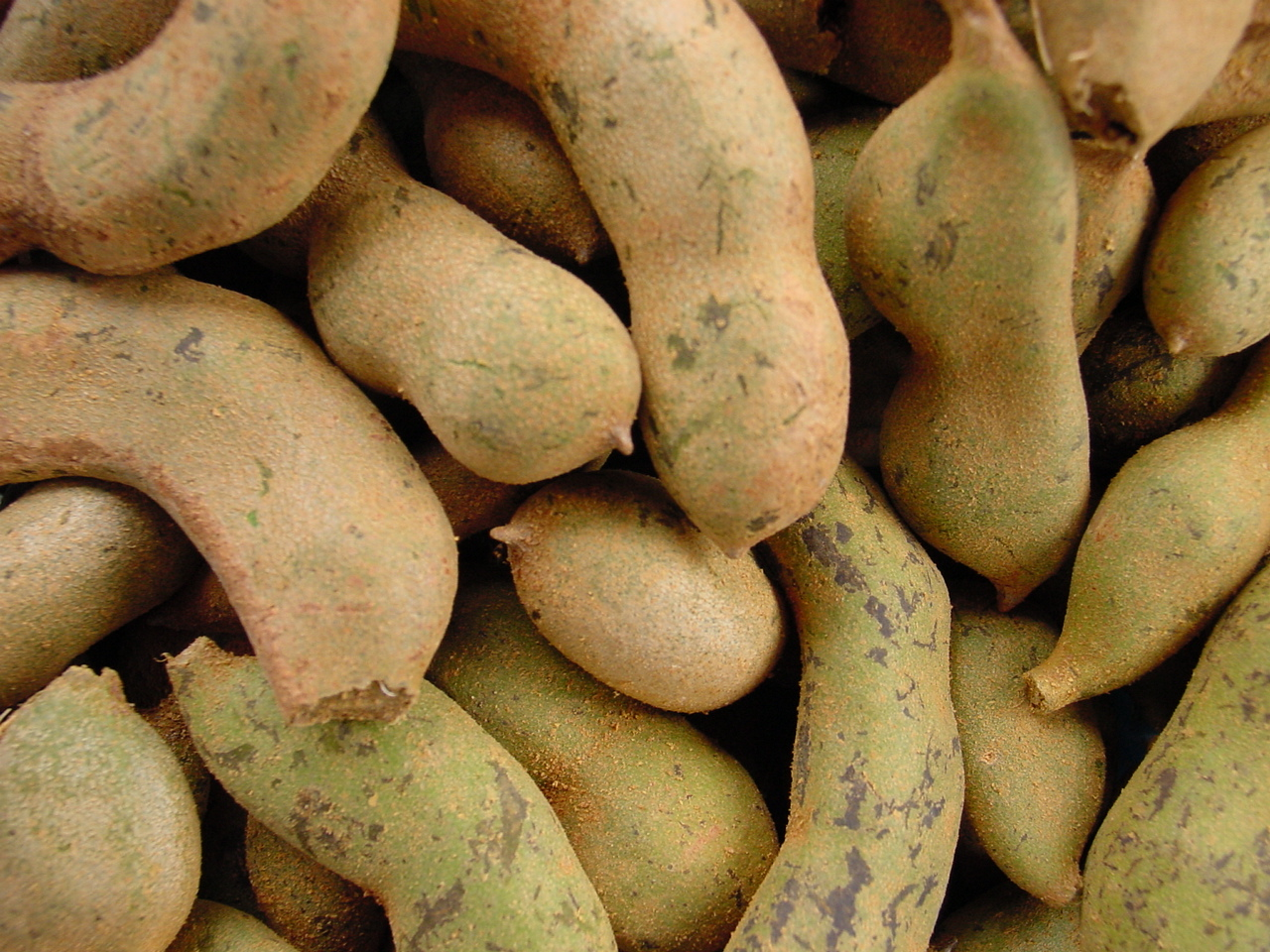
Tamarinden von den Philippinen

Tamarinden (auch indische Datteln oder Sauerdatteln) sind die Früchte bzw. Hülsen – umgangssprachlich oft „Schoten“ genannt – des Tamarindenbaums (Tamarindus indica), die in der indischen, thailändischen, vietnamesischen, indonesischen, mexikanischen, osttimoresischen, brasilianischen, philippinischen, west- und südafrikanischen Küche Verwendung finden.
Die Tamarinde stammt vermutlich aus Afrika. In Narhan am mittleren Ganges fand man ca. 3300 Jahre alte Holzkohle von Tamarinde. Der Name leitet sich vom arabischen تمر هندي / tamr hindī (latinisiert Tamarindi) ab, was indische Dattel bedeutet. Im Mittelalter findet man in heilkundlichen Schriften unter anderem die Schreibung tamar indi bzw. tamarindi und das latinisierte tamarindus.
Eine weitere Bezeichnung war Oxifenicia.

## Beschreibung

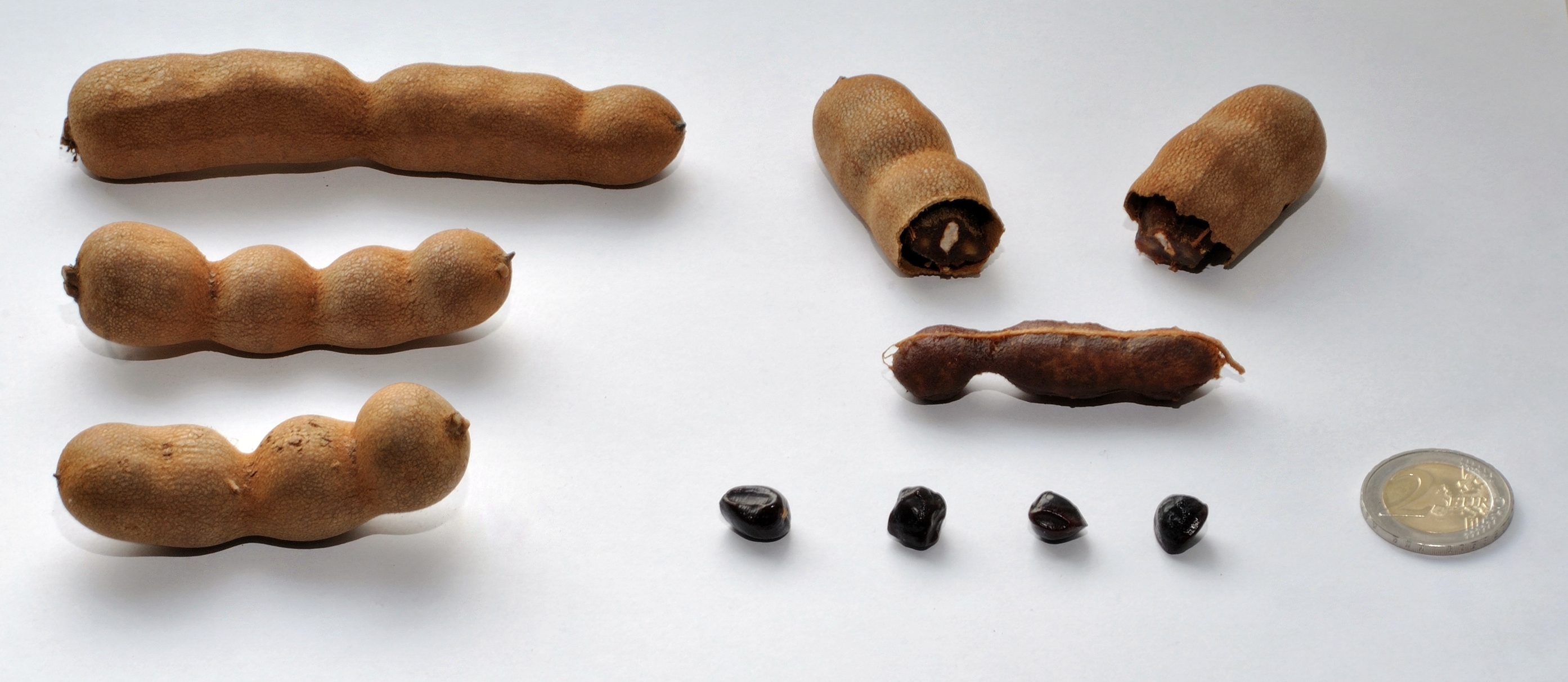
Hülsen, Fruchtfleisch und Kerne thailändischer Tamarinden

Tamarinden sind die Früchte des Tamarindenbaums. Sie sind etwa 5 bis 20 cm lang, zimtfarben bis braun, im Querschnitt rund, leicht gekrümmt und brechbar. Im Inneren der Hülsen liegen die Samen, die von einer bräunlichen bis schwarzroten Pulpa, dem Fruchtmark, eingehüllt sind.

## Inhaltsstoffe
Das Fruchtfleisch der reifen Tamarinde besteht zum Großteil aus Kohlenhydraten und Wasser. Es hat eine antibakterielle (antiseptische) Wirkung. Die Zusammensetzung schwankt, auch abhängig vom Trocknungsgrad. So enthalten 100 Gramm Fruchtfleisch 28–52 Gramm Wasser und bis zu 67,4 Gramm Kohlenhydrate, außerdem bis zu 5,6 Gramm Fasern, 3,1 Gramm Protein und selten mehr als 0,1 Gramm Fett. Zu erwähnende Mineralstoffe sind bis zu 10,9 mg Eisen, was etwa 77 % der empfohlenen Tagesdosis entspricht, 53 bis 170 mg Calcium, 54 bis 110 mg Phosphor, 375 mg Kaliumiodid, 24 mg Natriumiodid und sehr geringe Mengen an Vitamin A, Thiamin, Riboflavin, Niacin und Spuren von Oxalacetat.

## Verwendung

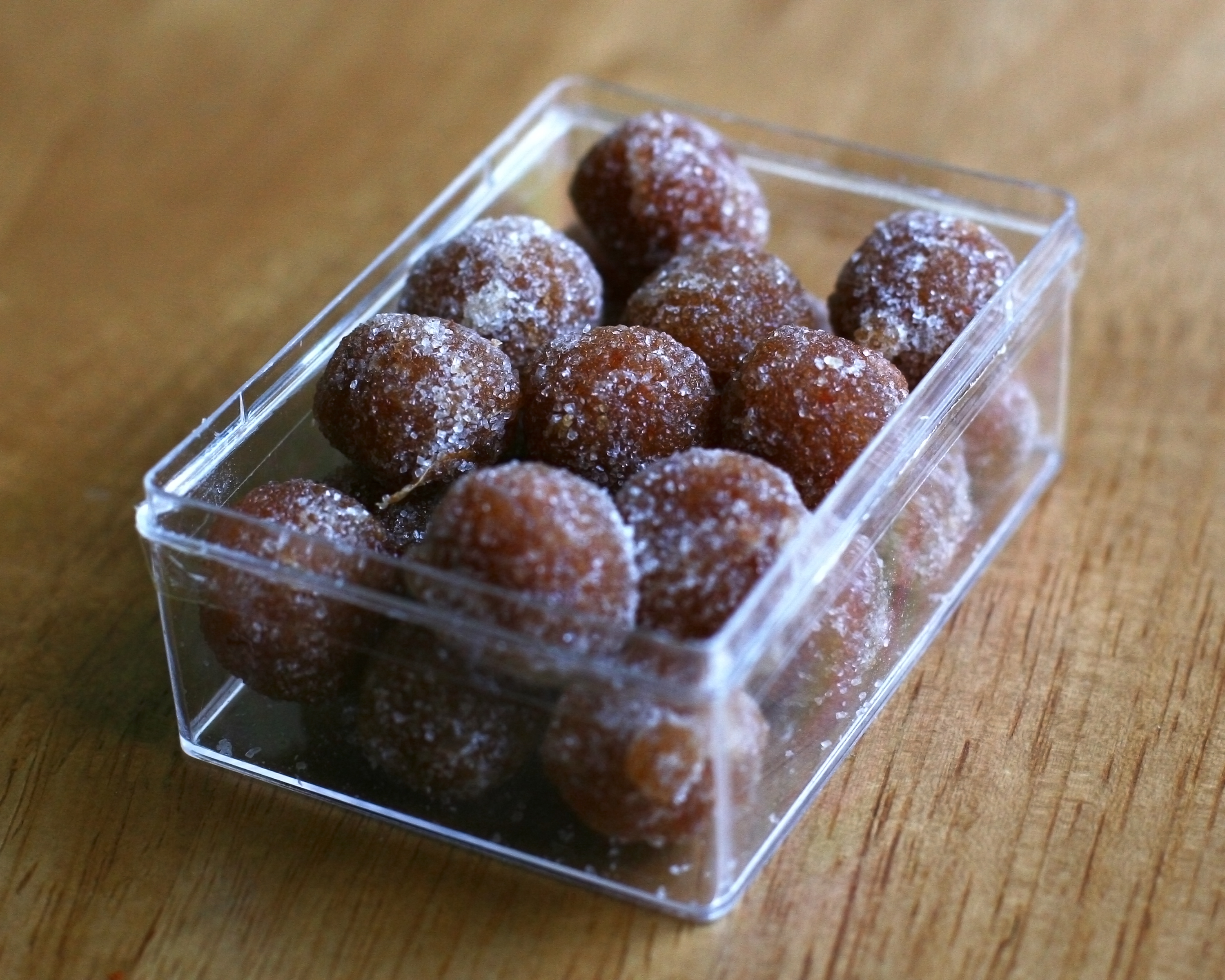
Konfekt mit Tamarinde

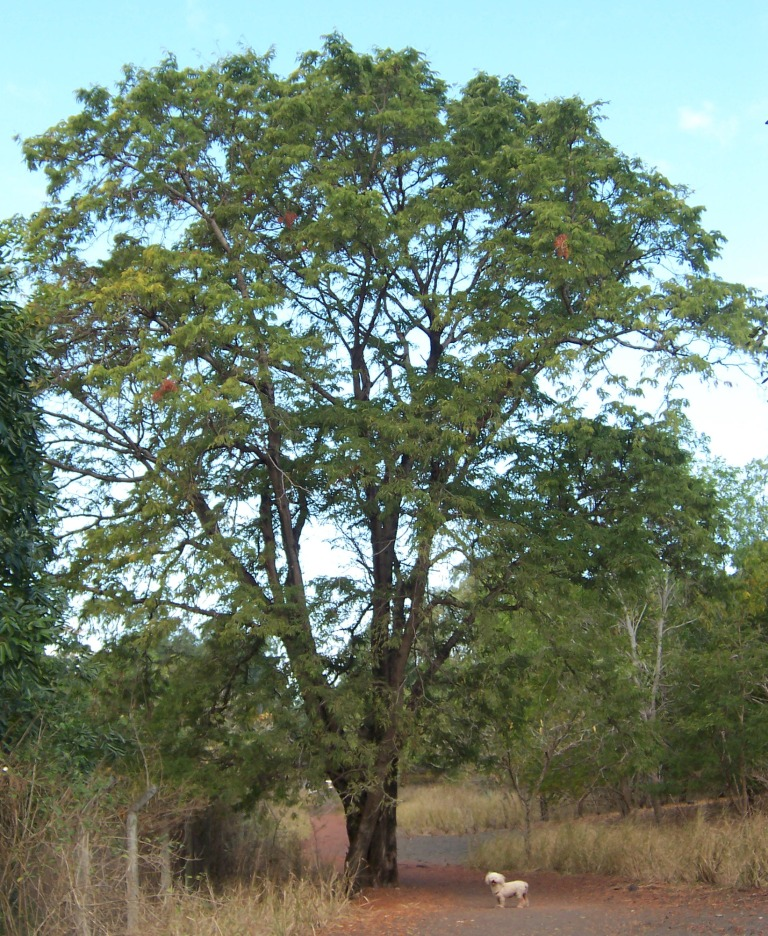
Tamarindenbaum auf Réunion

Tamarinde, von der seit jeher im Allgemeinen die Pulpa verwendet wird, lässt sich geschmacklich in zwei Gruppen einteilen. Die süße Tamarinde hat ein bräunliches Fruchtfleisch, die saure Tamarinde mit häufig fast schwarzem Fruchtfleisch ist von Konsistenz und Farbe der Rosine ähnlich. Saure Tamarinde kann auch genauso braunes Fruchtfleisch besitzen wie die süße Tamarinde. Reife Tamarindenfrüchte enthalten neben Zucker (35 bis 50 %) große Mengen an Weinsäure (bis zu 20 %), was je nach Konzentration den säuerlichen Geschmack bedingt. Der Geschmack von saurem Tamarindensaft erinnert an Zitronensaft, der den Tamarindensaft notfalls auch ersetzen kann.
In Thailand und Mexiko wird Tamarinde kandiert und mit Chili gewürzt als scharf schmeckendes Konfekt gegessen, häufig mit Garnelen. In Thailand ist die Tamarinde (Thai: มะขาม – [máˑkʰǎːm]) überaus beliebt, wird frisch und getrocknet, auch eingelegt (sowohl die Bohne als auch die gesamten Schoten), süß, sauer und salzig gegessen. Auf den Philippinen ist Tamarinde eine Hauptzutat für den beliebten sauren Eintopf Sinigang. Die indische Küche nutzt Tamarinde (Hindi: imlī, Marathi: ciñca, Tamil: puli) für eine Vielzahl süßsaurer Gerichte, besonders in Mumbai und im Süden. Bekannt ist zum Beispiel Tamarindenreis (Tamil: Puliyodarai, Telugu: Pulihora) und süßsaures Auberginencurry. Im Bundesstaat Telangana werden auch junge Tamarindenblätter als Gemüse gegessen. Im Nahen Osten, vor allem im Libanon, in Syrien und Ägypten, wird eine Limonade aus Tamarinde hergestellt, die dunkelbraun, ähnlich wie Cola, aussieht. Zur Herstellung von Tamarindensaft, der wegen des bitteren Geschmacks häufig gesüßt wird, legt man getrocknetes bzw. frisches Fruchtmark oder Tamarindengranulat für mehrere Stunden in Wasser ein. Insgesamt ist Tamarinde so vielseitig, dass sie für alle Arten der Zubereitungen verwendet werden kann: Vorspeisen, Suppen (zum Beispiel indische Mulligatawny-Suppe), Fisch- und Fleischgerichte (zum Beispiel das indonesische Nationalgericht Rendang), vegetarische Speisen und Desserts (zum Beispiel Tamarinden-Eiscreme).
Auch die Kerne der Tamarinde finden in der Küche Verwendung. Gekocht oder geröstet werden sie in der thailändischen Küche zu Mus gestampft, das als sogenanntes Tamarindenkonzentrat bzw. Tamarindenmark erhältlich ist. Es ist wichtiger Bestandteil der Thai-Küche und verleiht Currys eine dunkle Färbung sowie eine pikante herbsaure Note. Da die Kerne zudem viel Pektin enthalten, werden sie auch zur Herstellung von Geliermitteln verwendet.
Tamarindenmark findet sich auch als Zutat in Würzsaucen wie zum Beispiel Worcestershiresauce oder Brown Sauce.
Die Hülsen werden traditionell in Regionen von Thailand, zum Beispiel Chiang Dao/Maeung Khong, in kleine Stücke gebrochen, mit Tabak vermengt und zum Rauchen in passend geschnittene Bananenblätter gedreht. Der Zusatz der Tamarinde-Hülsen kann zu starkem Hustenreiz führen.